# Сотингијаца (Белуно)
Сотингијаца (итал. Sottinghiazza) је насеље у Италији у округу Белуно, региону Венето.
Према процени из 2011. у насељу је живело 4 становника. Насеље се налази на надморској висини од 1441 м.